# Distrikt Quiaca
Der Distrikt Quiaca liegt in der Provinz Sandia in der Region Puno in Südost-Peru. Der Distrikt besitzt eine Fläche von 412 km². Beim Zensus 2017 wurden 2290 Einwohner gezählt. Im Jahr 1993 lag die Einwohnerzahl bei 1946, im Jahr 2007 bei 2232. Verwaltungssitz des Distriktes ist die 2950 m hoch gelegene Ortschaft Quiaca mit 352 Einwohnern (Stand 2017). Quiaca befindet sich 17 km südöstlich der Provinzhauptstadt Sandia.

## Geographische Lage
Der Distrikt Quiaca liegt in der Cordillera Carabaya im Süden der Provinz Sandia. Entlang der südlichen Distriktgrenze verläuft der Hauptkamm des Gebirges mit den Gipfeln Nevado Ananea Chico (5800 m) und Nevado Ananea Grande (5852 m). Der Río Quiaca, linker Quellfluss des Río Huari Huari, der wiederum der rechte Quellfluss des Río Inambari ist, durchquert den Distrikt in nordnordöstlicher Richtung.
Der Distrikt Quiaca grenzt im Süden an den Distrikt Ananea (Provinz San Antonio de Putina), im Westen an die Distrikte Cuycuyo und Sandia,
im äußersten Nordosten an den Distrikt Yanahuaya sowie im Osten an den Distrikt Sina.

## Ortschaften
Im Distrikt gibt es neben dem Hauptort folgende größere Ortschaften:
- Phoquera Grande (212 Einwohner)
- Poquera Chico
- Sicari
- Untuca (448 Einwohner)
- Untuca Arriba (363 Einwohner)